# سگ چوپان (جانور)
سگ چوپان (به انگلیسی: Sheep dog) عموماً یک سگ یا نژاد از سگ‌هاست. این اصطلاح به‌طور تاریخی در رابطه با پرورش گوسفند به کار برده می‌شود. این‌ها ممکن است شامل سگ‌های نگهبان دام‌ها باشد که برای پاسداری گوسفندان استفاده می‌شود یا دیگر سگ‌ها که در کشتزارها برای کشاورزان یا سگ‌های چوپان که برای گله‌بانی گوسفندان و دیگر دام‌ها استفاده می‌شوند را دربر گیرند.

## نگارخانه

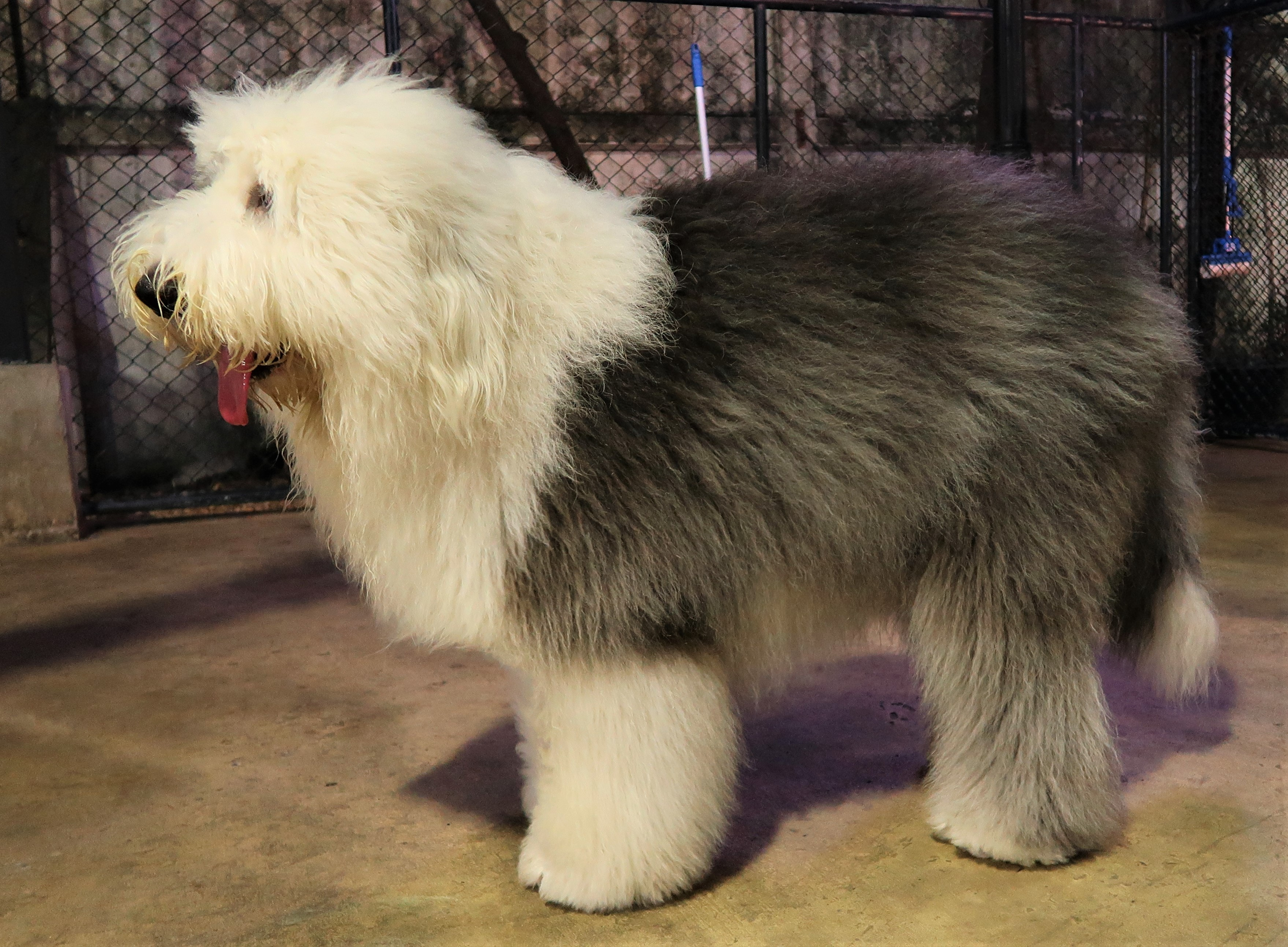
یک سگ گوسفند انگلیسی کهن
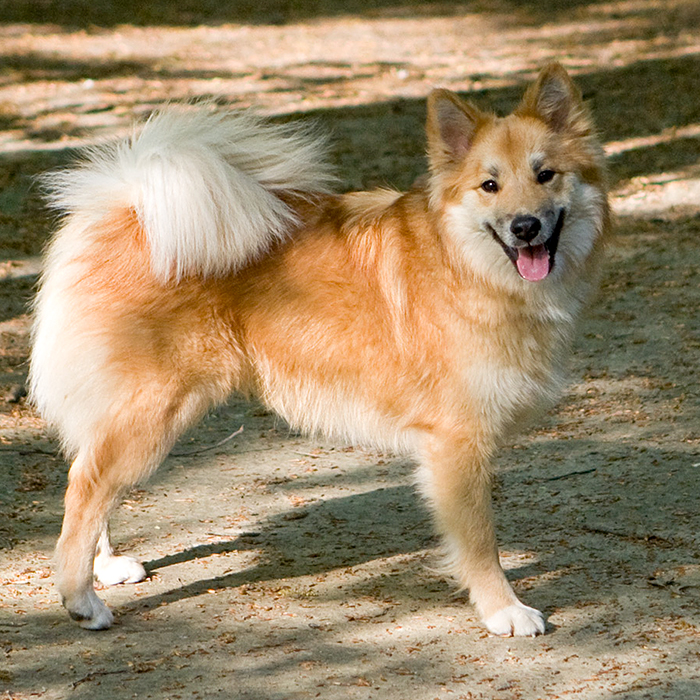
یک سگ گوسفند ایسلندی
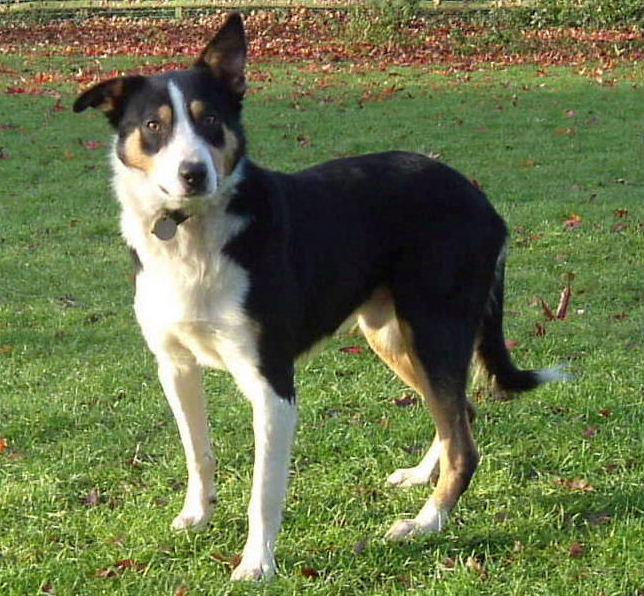
یک سگ گوسفند ولزی